# 朝吹常吉

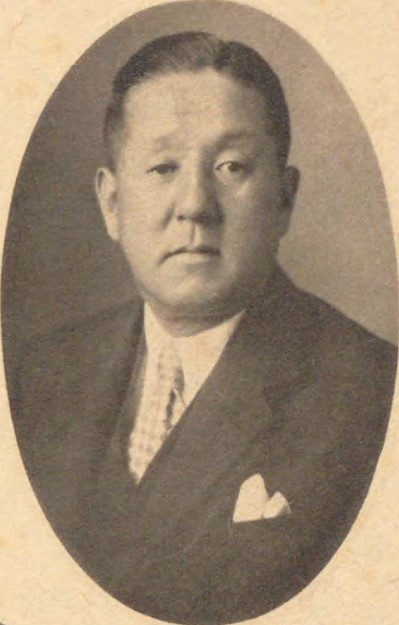
朝吹常吉

朝吹 常吉（あさぶき つねきち、1877年（明治10年）5月28日 - 1955年（昭和30年）3月10日）は、日本の実業家。元三越社長。元帝国生命保険（現・朝日生命保険）社長。
長男朝吹英一は木琴（シロフォン）の研究家で日本木琴協会(現 日本マリンバ協会)創立者、三男朝吹三吉は元慶應義塾大学法学部教授（フランス文学）、長女朝吹登水子は翻訳家として知られる。フランス文学者で詩人の朝吹亮二は孫。小説家で第144回芥川龍之介賞を受賞した朝吹真理子は曾孫。2001年、ノーベル化学賞を受賞した野依良治とは親族関係である。

## 経歴
実業家朝吹英二の子として東京府（現・東京都）に生まれた。慶應義塾幼稚舎を経て1893年12月、慶應義塾正科を卒業。1896年に英国に渡り、倫敦大学で経済学を学んだが、2年で病を得て帰国。
1900年から1906年まで、日本銀行計算部に勤務。1906年9月、商業視察のため米国に渡り、三井物産紐育支店に勤務。1907年11月、帰国。1909年に父、叔父らの支援により商社千代田組を創業し、1913年まで初代社長を務め、1913年、三越呉服店常務に就任。1925年、帝国生命保険会社社長。東京芝浦電気、王子製紙、台湾製糖などの重役を兼務。

## 人物

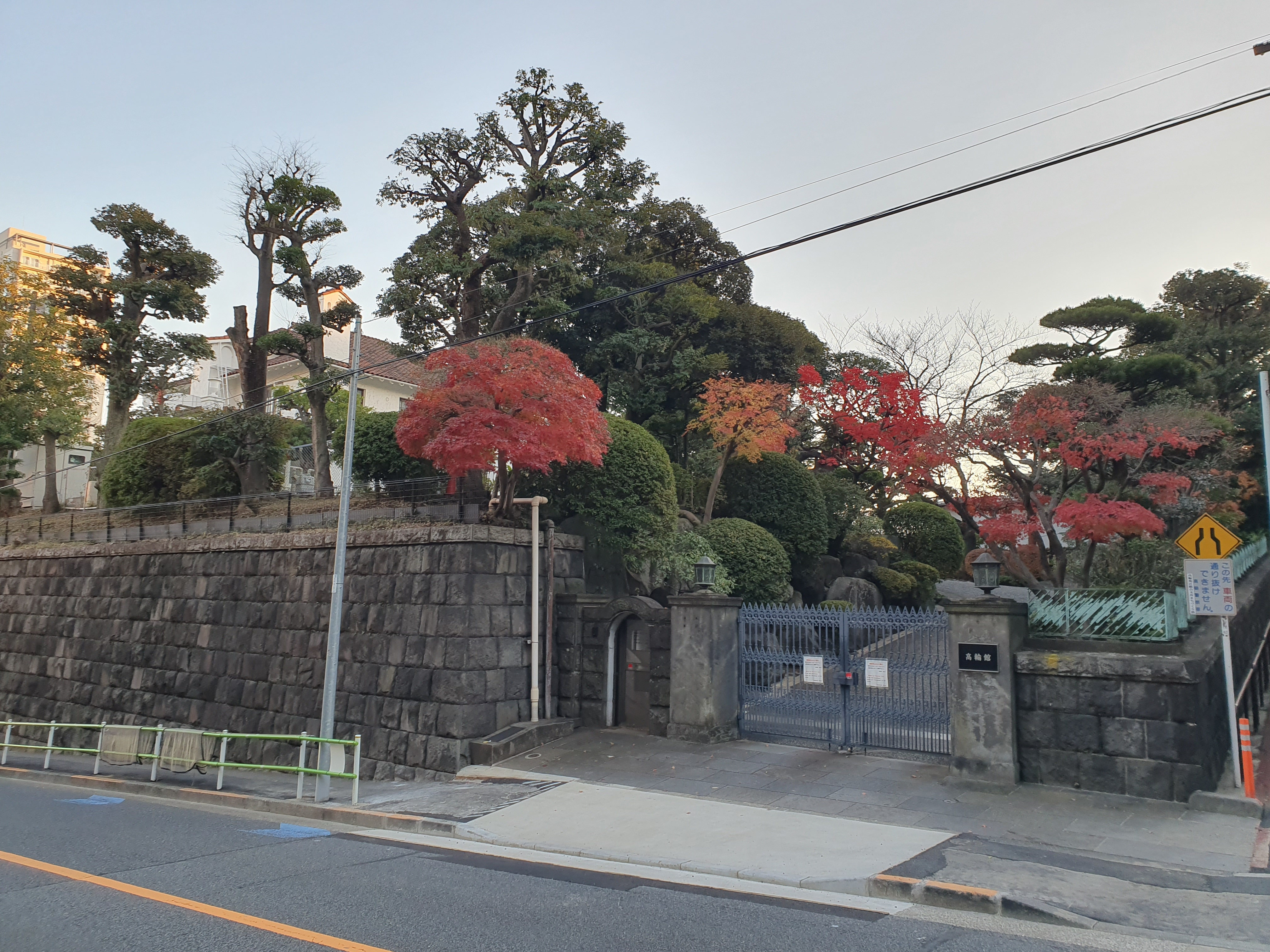
高輪館（2021年12月撮影）

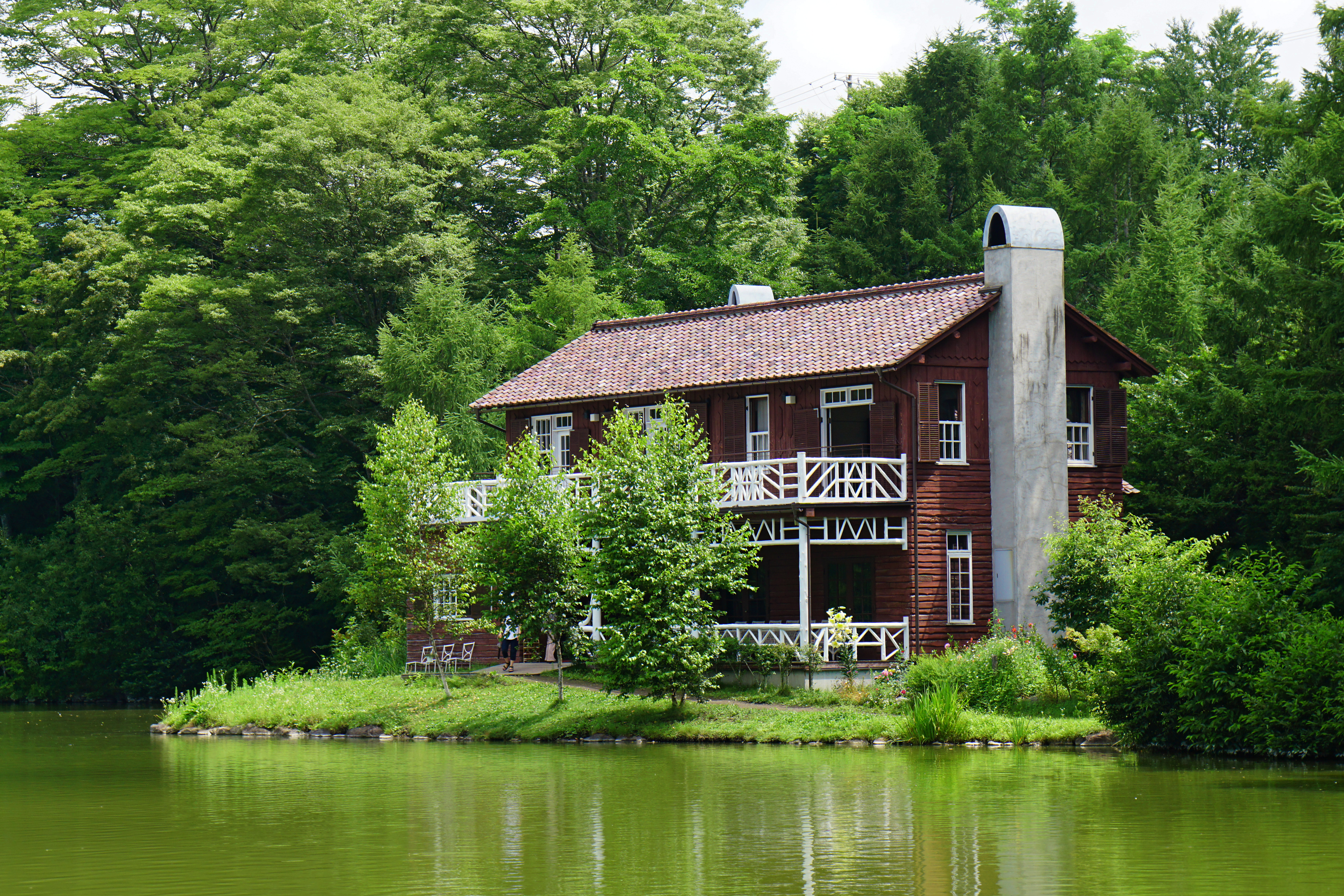
睡鳩荘

慶應義塾在学中からテニスに関しては有名だった。陸軍中将長岡外史の娘である妻の磯子とともにテニスの名手としても知られた。1922年に日本庭球協会（現・日本テニス協会）が創立され、初代会長は朝吹が務めた
。芸者遊びも盛んで、柳橋 (花街)では父親英二を大朝吹、子の常吉を小朝吹と呼んでいた。
高輪の本邸（1924年築。東京都港区高輪3-19-1、2016年9月までは東芝山口記念会館、現在は日本テレビホールディングスに売却され、高輪館となる）と軽井沢にあった別荘「睡鳩荘」（1931年築。軽井沢タリアセンに移築復元）は、いずれも後に日本に帰化した米国人宣教師ウィリアム・メレル・ヴォーリズの設計によるもの。

## 家族・親族
朝吹家
- 父・英二[10]（1849年 - 1918年、実業家）
- 妹・フク[10]。1883年生。夫は名取和作。その子に名取洋之助。
- 妻・磯子（1889年 - 1985年、陸軍中将長岡外史の長女）[10]
- 長男・英一（1909年 - 1993年、前妻・文子の祖父は御木本幸吉、後妻・玉子の父は男爵尾崎洵盛） - 音楽家・千代田組（常吉が創業した商社[11]）社長[12]。幼い頃に木琴を買い与えられてプロ級の腕前となり，慶応義塾大学経済学部在学中の1927（昭和2年）より木琴奏者としてNHKのラジオ放送に出演し，1930年にアメリカで音楽を学んだのち，大手レコード会社各社からレコードを出すなどした[13]。1933年三井信託に入社し（1941年より千代田組）[12]、1937年から灰田晴彦からスチールギターを習い、1940年から原田敬策（男爵原田熊雄の長男）、芝小路豊和（男爵芝小路豊俊の長男）、朝比奈愛三（雪村いずみの父親）とハワイアンバンド「カルア・カマアイナス」として活動、アマチュアながら定期公演やレコードリリースもするなど活躍し、戦後もしばらく「サーフライダース」の名でバンド活動を行なっており[13]、浜口庫之助、犬丸一郎、平岡精二らとともに「スウィング・サーフライダーズ」を組んだこともある[14]。子の朝吹英世は会社員（プロギア）で日本木琴協会会長[15]。
- 二男・正二[10]（1912年 - ?、万寿企業株式会社取締役[16]、妻・絢子は須之内品吉次女[16]）
- 三男・三吉[10]（1914年 - 2001年）。岳父に石井光次郎、子に朝吹亮二、その娘に朝吹真理子。
- 四男・四郎（1915年 - 1988年、建築家、妻・登茂子は内閣総理大臣も務めた山本権兵衛の孫で、伯爵山本清の三女[16]） - 1938年ケンブリッジ大学建築学部卒業後千代田設計事務所設立し（のち朝吹一級建築士事務所）、在日大使館を多く手がけた[17]。長女の登志子は東園基文と東園佐和子（明治天皇の孫）の長男東園基政の妻。二女の雅子はハリウッド化粧品社長・牛山勝利の妻[18]。
- 長女・登水子[10]（1917年 - 2005年）。娘に朝吹由紀子、その夫に牛場暁夫、子に牛場潤一。